# Konrad Büchs
Konrad Büchs (* 2. Juli 1892 in Cosel; † unbekannt) war ein deutscher Landrat.

## Leben und Wirken
Er trat zum 1. Juni 1928 der NSDAP bei (Mitgliedsnummer 91.457), in der er zum Kreisleiter aufstieg. Als solcher übernahm er im April 1934 kommissarisch die Funktion als Landrat im Landkreis Leobschütz im Regierungsbezirk Oppeln. Mit Wirkung vom 1. April 1935 übernahm er definitiv dieses Amt. Als kommissarischer Landrat besaß er die Polizeigewalt im Kreisgebiet und setzte den Schießbefehl gegen zwei am so genannten Röhm-Putsch beteiligte SA-Männer aus Leobschütz am 1. Juli 1934 um. Er selbst war Angehöriger der SS (SS-Nummer 27.039) und wurde 1936 zum SS-Hauptsturmführer befördert.
Am 1. Juni 1944 wurde Büchs als Landrat nach Neumarkt versetzt. Der dortige Landrat Karl Williger übernahm hingegen diese Funktion in Leobschütz.